# 広幡前豊
広幡 前豊（ひろはた さきとよ）は、江戸時代中期の公卿。官位は従一位・内大臣。 広幡家4代。

## 経歴
初名は輔忠（すけただ）といったが、近衛内前の猶子に入り、偏諱（「前」の字）を賜って前豊（「豊」は祖父・豊忠より1字を取ったもの）と改名している。
1745年（延享2年）に叙爵してから累進し、侍従・右近衛権少将・右近衛権中将などを歴任し、1754年（宝暦4年）に従三位に達して公卿に列した。またこの間の1751年（宝暦元年）に近衛内前の猶子となる。その後も権中納言、権大納言、踏歌節会外弁などをつとめ、1769年（明和6年）に右近衛大将・右馬寮御監に就任した。1770年（明和7年）、後桜町天皇の譲位・院政の開始にあたってその院執権となり、1774年（安永3年）まで院庁に奉仕した。また1771年（明和8年）には新たに皇太后となった一条富子（桃園天皇女御・後桃園天皇生母）の皇太后大夫も兼務していたが、こちらはすぐに辞職している。1775年（安永4年）に内大臣に任ぜられたが、同年のうちに辞職。1781年（天明元年）には従一位に達した。1783年（天明3年）に薨去。享年42。

## 系譜
- 父：広幡長忠
- 母：家女房（あるいは醍醐冬熙の娘）
- 養父：近衛内前
- 妻：賢子女王（伏見宮貞建親王の王女）
  - 男子：広幡前秀（1762-1808）
- 生母不詳の子女
  - 女子：三条西廷季室
  - 女子：綾小路俊資室